# NoiseTracker
A NoiseTracker egy freeware tracker, mely 1989-ben jelent meg Amiga platformra. A szoftver az Ultimate Soundtrackeren alapszik, annak visszafejtett, az ismert programhibákat nagyrészt kijavított és jobban konfigurálható továbbfejlesztése, melyet Pex "Mahoney" Tufvesson, valamint Anders “Kaktus” Berkeman készítettek puszta lelkesedésből. A legfőbb újítása az volt az eredeti programhoz képest, hogy eltörölte a 15 hangszeres limitet és egyszerre 31 hangszer használatát tette lehetővé egyetlen zeneszámban.

## Fejlesztés
Pex Tufvesson azt állítja, hogy megpróbálta felvenni a kapcsolatot az Ultimate Soundtracker fejlesztőjével, Karsten Obarskival, hogy valahogy elérje a legdurvább programhibák javítását, de kerülőúton azt a visszajelzést kapta, hogy ő már nem kíván a szoftver fejlesztésével foglalkozni, mivel az üzletileg nem lett sikeres. Az elutasító válasz miatt csalódott Pex ezután saját kezébe vette a dolgot. A binárisból visszafejtette a teljes programkódot, kijavította a legtöbb hibát és felemelte a hangszer limitet 15-ről 31-re. Az 1.0-ás változatot 1989. augusztus 1-jén tette közzé, de ez a változat még tartalmazott bugokat, így egy hét múlva elkészítette a hibajavításokat tartalmazó 1.1 változatot. Pex kódolt, illetve a grafikákat készítette, Anders Berkeman pedig a tesztelésért felelt. A kódvisszafejtés és a fejlesztés ASM-One assemblerrel, a grafika Deluxe Painttel készült.
A NoiseTracker fejlesztése folytatódott és 1990 áprilisában megjelent a 2.0-ás változat. Ebben a verzióban a felhasználónak lehetősége volt saját hangmintákkal dolgozni és azokat az eddigiekhez képest jobban kezelni, rendszerezni. A program tartalmazott egy egyszerű MIDI-támogatást is. A fejlesztés ezzel a verzióval befejeződött, mivel Pex saját bevallása szerint a program elérte azt a funkcionalitást, melyet elvár egy ilyen alkalmazástól.

## Felhasználása
Azt lehet mondani, hogy több-kevesebb ideig szinte a teljes Amiga demoscene használta a NoiseTrackert. Lemezlovasok közül a legismertebb felhasználója a svéd Axwell.